# آرله
آرله (به فرانسوی: Arlay) یک کمون در فرانسه است که در ژورا واقع شده‌است. آرله ۲۰٫۳۱ کیلومتر مربع مساحت دارد.